# 가부키모노

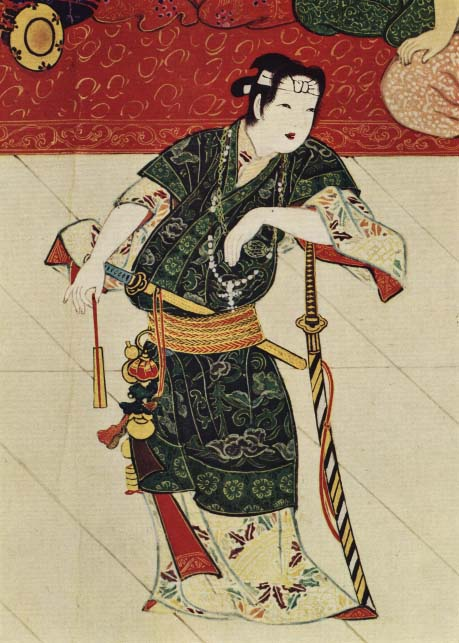
가부키모노

가부키모노(일본어: かぶき者)는 무로마치 시대에서 에도 시대에 걸쳐 색다르고 화려한 차림을 하여 남의 눈을 끄는 언동을 일삼던 사람을 말한다.

## 같이 보기
- 폭주족
- 훌리건